# Goudourville
Goudourville är en kommun i departementet Tarn-et-Garonne i regionen Occitanien i södra Frankrike. Kommunen ligger i kantonen Valence som tillhör arrondissementet Castelsarrasin. År 2022 hade Goudourville 970 invånare.

## Befolkningsutveckling
Antalet invånare i kommunen Goudourville
| Referens: INSEE |